# Hemitrygon
A Hemitrygon a porcos halak (Chondrichthyes) osztályának sasrájaalakúak (Myliobatiformes) rendjébe, ezen belül a tüskésrájafélék (Dasyatidae) családjába tartozó nem.

## Rendszerezés
A nembe az alábbi 10 élő faj tartozik:
- Hemitrygon akajei (Müller & Henle, 1841)
- Hemitrygon bennettii (Müller & Henle, 1841) - típusfaj
- Hemitrygon fluviorum (Ogilby, 1908)
- Hemitrygon izuensis (Nishida & Nakaya, 1988)
- Hemitrygon laevigata (Chu, 1960)
- Hemitrygon laosensis (Roberts & Karnasuta, 1987)
- Hemitrygon longicauda (Last & White, 2013)
- Hemitrygon navarrae (Steindachner, 1892)
- Hemitrygon parvonigra (Last & White, 2008)
- Hemitrygon sinensis (Steindachner, 1892)